# インターナリン
インターナリン（Internalin）とは、リステリア・モノサイトゲネスの細胞表面から発見された表面タンパク質である。InlAとInlBの2種類が存在する。InlAおよびInlBは、それぞれカドヘリン膜貫通タンパク質およびMet受容体を経由して哺乳類細胞に侵入する細菌に利用される。インターナリンの正確な役割は正確には明らかになっていない。ただ培養細胞では、InlAはListeria属細菌がヒト上皮細胞に容易に侵入するのに必要であり、InlBは他の細胞(肝細胞、線維芽細胞、類上皮細胞など)への侵入に必要であることは分かっている。多くのグラム陽性細菌において、インターナリンは、病原菌が宿主のオートファジーを回避するための受容体認識に関わる。
Listeria属細菌は胎盤血の免疫障壁を突破することができ、妊婦に対する感染や胎児の死産・流産を引き起こす。この障壁突破にはInIAとInIBの両方が宿主細胞に結合することが必要である。ただし、InIBに対してのみ親和性を持つマウス、InIAにのみ親和性があるモルモットでは異なる。